# Eric Keck
Eric Keck (1968 – 9 luglio 2020) è stato uno sciatore alpino statunitense.

## Biografia
Keck, discesista puro nato nel Vermont, disputò tre stagioni in Coppa del Mondo senza ottenere risultati di rilievo e si ritirò nel 1991; non prese parte a rassegne olimpiche o iridate.

## Palmarès

### Campionati statunitensi
- 1 medaglia (dati parziali):
  - 1 bronzo (discesa libera[3] nel 1991)